# Nikolai Rodionowitsch Mamyschew

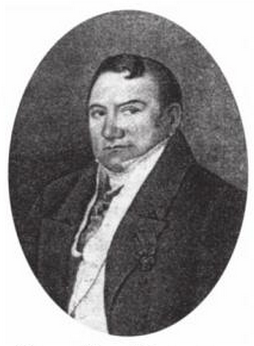
Nikolai Rodionowitsch Mamyschew

Nikolai Rodionowitsch Mamyschew (russisch Николай Родионович Мамышев; * 1777; † 1840 in Gattschina) war ein russischer Bergbauingenieur, Metallurg und Schriftsteller.

## Leben
Mamyschews Vater Podporutschik Rodion Stepanowitsch Mamyschew war Grundherr des Dorfes Strigowo bei Wyschni Wolotschok. Mamyschew studierte in St. Petersburg an der  Bergbau-Schule mit Abschluss 1795 und trat dann in den staatlichen Bergbau-Dienst.
Mamyschew war Chef von Berg- und Hüttenwerken im Ural. Sein Dienst war mit einer regen Reisetätigkeit verbunden. Seine Erlebnisse verarbeitete er zu Erzählungen, mit denen er bis zum Sieg im Französisch-Russischen Krieg 1812 zu den meistgelesenen Autoren gehörte. Danach waren patriotische Erzählungen beliebter.
1813 wurde Mamyschew Geschäftsführer des Hüttenwerks Wotkinsk. Er begann nach Goldseifen zu suchen und konstruierte Maschinen zum Waschen und manuellen Bohren. 1821 organisierte er erstmals die Gold-Prospektion am Westabhang des Urals. 1823 eröffnete er an der Tschussowaja das erste Goldfeld im europäischen Russland. Er analysierte die Erze des Urals. Nachdem die Existenz von Platin im Ural festgestellt worden war, identifizierte er als Erster bedeutende Platinseifen-Lagerstätten im mittleren Ural und begann 1824 ihre Ausbeutung. Er erwartete Diamanten in den Gold-Platinseifen und veranlasste entsprechende Prospektionen. Seit 1825 war er Oberbergmeister (7. Bergbau-Rangklasse entsprechend einem Oberstleutnant).
1828 ging Mamyschew in den Ruhestand und kehrte auf den heimatlichen Gutshof Strigowo zurück, wo sein älterer Bruder Wassili mit der Familie lebte. Bald kaufte er ein Haus in Gattschina und einen Hof in der Umgebung und widmete sich der Literatur. Mit dem Aufkommen des Realismus in der russischen Literatur war Mamyschews sentimentale Art nicht mehr gefragt, sodass er sich nun als Verleger betätigte.
Nadeschda Durowa, die Mamyschew seit den 1820er Jahren kannte, wandte sich 1834 brieflich an Mamyschew mit der Bitte, ihre Aufzeichnungen einer Kavalleristin zu veröffentlichen, und schickte ihm zwei Hefte. Das 1835 geschickte dritte Heft kam offenbar nicht an, und Mamyschew reagierte nicht auf ihre Nachfragen. Aufgrund ihrer finanziellen Sorgen wandte sie sich jetzt an Alexander Puschkin, der bereit war, ihr Manuskript zu kaufen. Nach weiteren Briefwechseln und Postumleitungen erhielt Puschkin schließlich von Mamyschew die ersten beiden Hefte und von Durowa das neu erstellte dritte Heft, sodass Durowas Aufzeichnungen 1836 im Sowremennik No. 2 erschienen und ein großer Erfolg wurden.
Mamyschew starb in Gattschina und wurde auf dem alten Friedhof in Suida bei Gattschina begraben. Sein Grab ist nicht erhalten. Seinen Besitz mit den Ländereien bei Gattschina erbte seine Witwe Jekaterina Sinowjewna Mamyschewa mit den Kindern Nadeschda und Wsewolod.